# 우세르카프

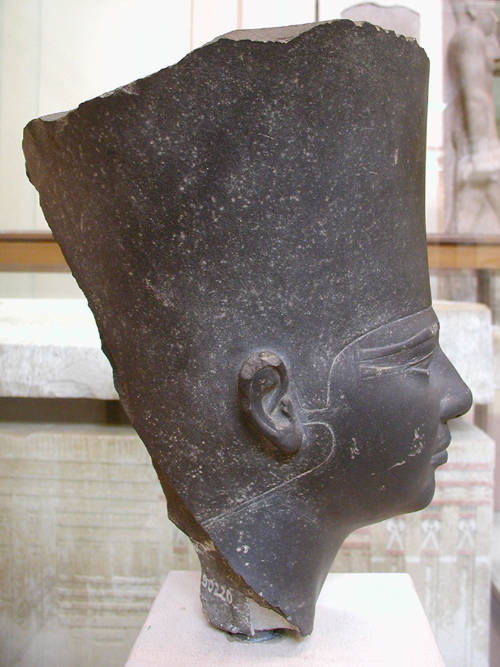

우세르카프는 이집트 제5왕조의 첫 파라오이다. "그의 영혼은 강하다"라는 뜻이다. 베세르카프라는 별칭도 있다.
우세르카프는 제데프레의 손자로, 솁세스카프와 친척 관계였다. 솁세스카레가 죽은 후, 그의 누이이자 멘카우레의 딸인 켄트카웨스와 결혼하여 왕위를 이었다.
우세르카프는 제4왕조와 달리 사카라에 있는 조세르의 무덤 근처에 자신의 피라미드를 세웠다. 기존의 피라미드에서는 무덤 신전이 피라미드의 동쪽에 자리잡고 있었는데, 우세르카프는 이것을 남쪽으로 바꾸었다. 이것은 태양신 숭배신앙과 관련이 있는 것으로, 이후 제5왕조의 파라오들은 "태양 왕들"이라는 명칭으로 불린다.
이 신전의 뜰에서 발견된 우세르카프의 두상은 스핑크스를 제외하고는 이집트 고왕국 군주의 두상으로는 가장 커다란 것이다.
또한 우세르카프는 아부-구라브에 태양신전을 지었다. 이 곳에 원형적 오벨리스크를 세웠다. 이후 이 유적은 아크나톤이 아텐에게 바치는 봉헌물이 되었다. 이후 제5왕조의 파라오들은 이 옆에 자신들의 태양신전을 지었다.

## 참고 문헌
- 피터 클레이턴(Peter Clayton) 저, 정영목 역, 《파라오의 역사》, 까치, 2004

| 전임 솁세스카프 | 제1대 이집트 제5왕조의 파라오 기원전 2498년 ~ 기원전 2491년 | 후임 사후레 |